# Hartă geologică

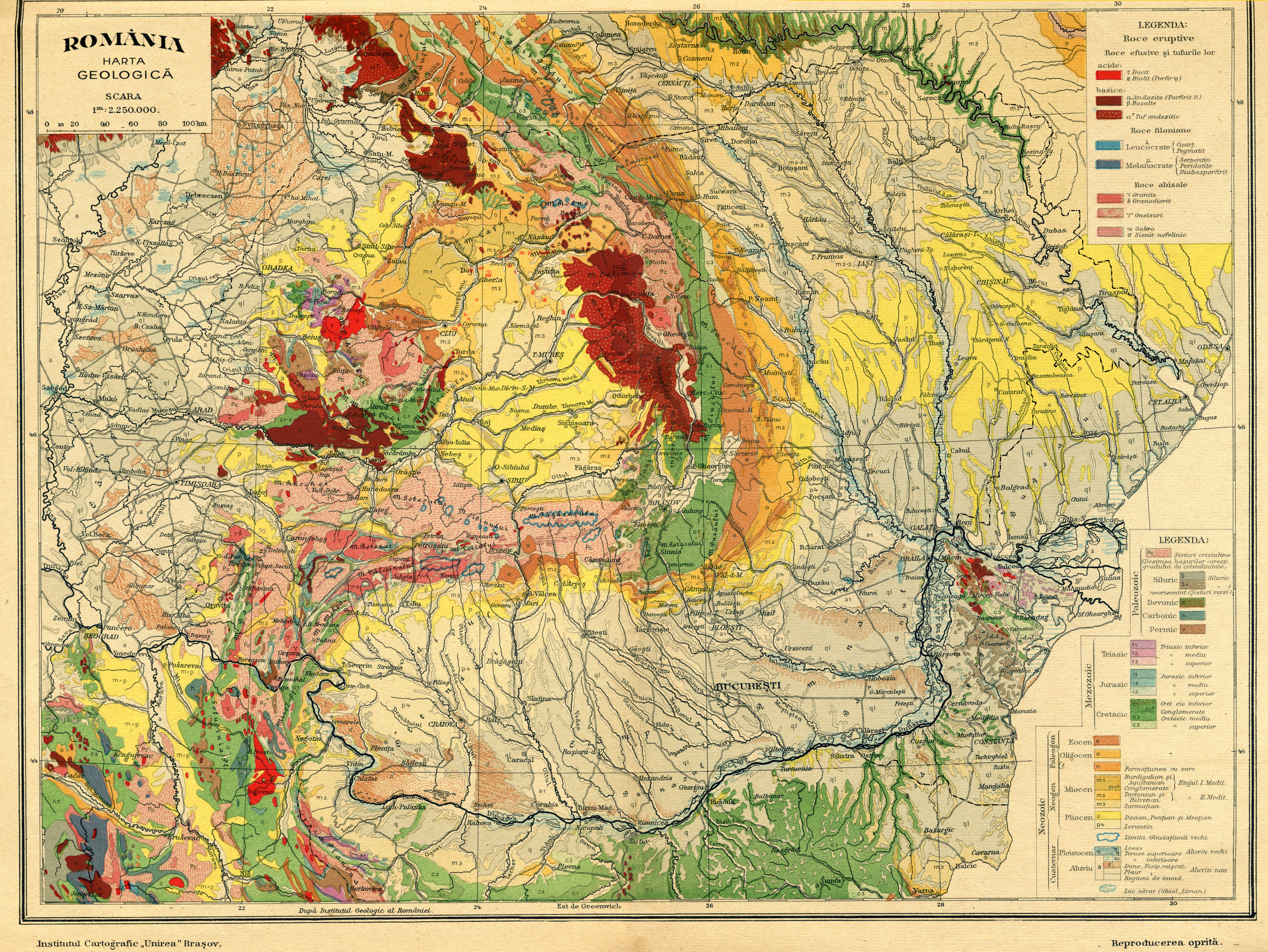
Hartă geologică a României și a arealelor învecinate, din anul 1929 (cu frontierele actualizate la nivelul anului 2009).

Harta geologică este o reprezentare grafică bidimensională (cu o proiecție geografică predefinită) în care se reprezintă grafic (simbolic) extinderea spațială a unităților geologice precum și deformațiile structurale care le-au afectat de-a lungul timpului geologic.

## Caracteristici
Este o hartă morfologică (cu curbe hipsometrice, rețea hidrografică, elemente socio-economice) pe care sunt trecute toate datele geologice obținute din cartarea de teren. Pe ea sunt figurate elemente ca: suprafețele ocupate de diferitele diviziuni și subdiviziuni geologice (litologie și vârstă) și limitele dintre ele, accidentele tectonice ca faliile, pânzele de șariaj, digitațiile, duplicaturile, cutele sinclinale și anticlinale, direcția și înclinarea stratelor, zăcămintele de substanțe minerale utile și mineralizațiile, punctele fosilifere.

Simbolurile folosite în hartă sunt apoi explicate în cadrul unei legende prin indicarea tipurilor de roci, a tipologiei deformărilor structurale precum și a raporturilor de vârstă dintre roci. 
Pe o hartă geologică apar de obicei rocile aflate până la o adâncime de 5 m, extinderea acestora în profunzime este reprezentată prin intermediul profilelor geologice de adâncime.
Din anul 1881 când a avut loc Congresul Internațional de Geologie din Bologna s-a hotărât standardizarea internațională a folosirii culorilor pentru fiecare tip de rocă la întocmirea hărților geologice.
Hărțile geologice pot fi utilizate și pentru domenii conexe: hidrologice, inginerie civilă, prospectarea și exploatarea resurselor minerale etc.

## Harta geologică a României
În România, Grigoriu Ștefănescu a organizat și condus Biroul Geologic, înființat în 1882 la inițiativa sa, cu sarcina de a alcătui harta geologică a României. Rezultat al eforturilor lui și a mai multor geologi, harta la scara 1/200000 a fost terminată în 1898.
Înainte de înființarea Institutului Geologic al României (în 1906) au fost editate două hărți geologice ale României, una de către Biroul Geologic al României (1882-1889), la scara, 1:175 000, cealaltă de către Serviciul Minelor și Carierelor (Ministerul Domeniilor), la scara 1:300 000. Cea mai detaliată serie de hărți geologice este cea la scara 1:50.000, care își propune să acopere întregul teritoru al Romăniei, proiect început în anul 1970 și aflat încă în lucru, până în 2014 fiind tipărite un număr de 135 de foi, cu acoperire mai mare în Munții Apuseni, Munții Banatului, Carpații Meridionali, partea nordică și centrală a Carpaților Orientali și Dobrogea. Harta este editată de către Institutul Geologic al României.